# Euseius ploreraformis
Euseius ploreraformis är en spindeldjursart som först beskrevs av Schicha och Corpuz-Raros 1992.  Euseius ploreraformis ingår i släktet Euseius och familjen Phytoseiidae. Inga underarter finns listade i Catalogue of Life.